# Jashpur (Distrikt)
Der Distrikt Jashpur (Hindi जशपुर जिला) ist ein Distrikt im indischen Bundesstaat Chhattisgarh. Sitz der Verwaltung ist die gleichnamige Stadt Jashpur.

## Geografie
Der Distrikt Jashpur liegt im nordöstlichen Abschnitt von Chhattisgarh an der Grenze zu den benachbarten Bundesstaaten Jharkhand und Odisha. Die angrenzenden Distrikte sind Balrampur im Norden, Surguja im Westen, Raigarh im Südwesten, Sundargarh (Odisha) im Südosten sowie Gumla und Simdega (beide Jharkhand) im Osten.

## Geschichte
Während der britischen Herrschaft war das Gebiet des späteren Distrikts Teil des Fürstenstaats Jashpur, der wiederum Teil der Eastern States Agency war. Vijay Bhushan Singh Ju Deo war der letzte Herrscher vor der indischen Unabhängigkeit 1947, als Jashpur Teil Indiens wurde. Jashpur gehörte zunächst zum Bundesstaat Madhya Pradesh und ab dem Jahr 2000 zum neu gebildeten Bundesstaat Chhattisgarh. Der Distrikt Jashpur wurde am 25. Mai 1998 aus Teilen des Distrikts Raigarh gebildet.
Der Distrikt war Teil des naxalitisch-kommunistisch beeinflussten „Roten Korridor“.

## Bevölkerung
Die Einwohnerzahl lag bei 851.669 (2011). Die Bevölkerungswachstumsrate im Zeitraum von 2001 bis 2011 betrug 14,60 %. Jashpur hat ein Geschlechterverhältnis von 1005 Frauen pro 1000 Männer und damit einen für Indien seltenen Frauenüberschuss. Der Distrikt hatte 2011 eine Alphabetisierungsrate von 67,92 %. Die Alphabetisierung liegt damit unter dem nationalen Durchschnitt. Knapp 73,9 % der Bevölkerung sind Hindus, ca. 22,3 % sind Christen, ca. 1,8 % sind Muslime, je ca. 0,1 % sind Buddhisten, Jainas und Sikhs und ca. 1,8 % gaben keine Religionszugehörigkeit an oder praktizierten andere Religionen. 14,4 % der Bevölkerung sind Kinder unter 6 Jahre. Der Distrikt hat eine große Bevölkerung an Adivasi und Scheduled Tribes.
Der Distrikt ist stark ländlich geprägt und nur 8,9 % der Bevölkerung leben in Städten.